# Han Ying (Tischtennisspielerin)
Han Ying (chinesisch 韓瑩 / 韩莹, Pinyin Hán Yíng, * 29. April 1983 in Liaoning, Volksrepublik China) ist eine deutsche Tischtennisspielerin chinesischer Abstammung. Im Einzel holte sie Silber bei den ITTF World Tour Grand Finals 2016 und den Europaspielen 2019. Mit der Mannschaft wurde sie 2013, 2014 und 2015 Europameisterin sowie 2015 und 2019 Europaspiele-Siegerin und holte Silber bei den Olympischen Sommerspielen 2016.

## Werdegang

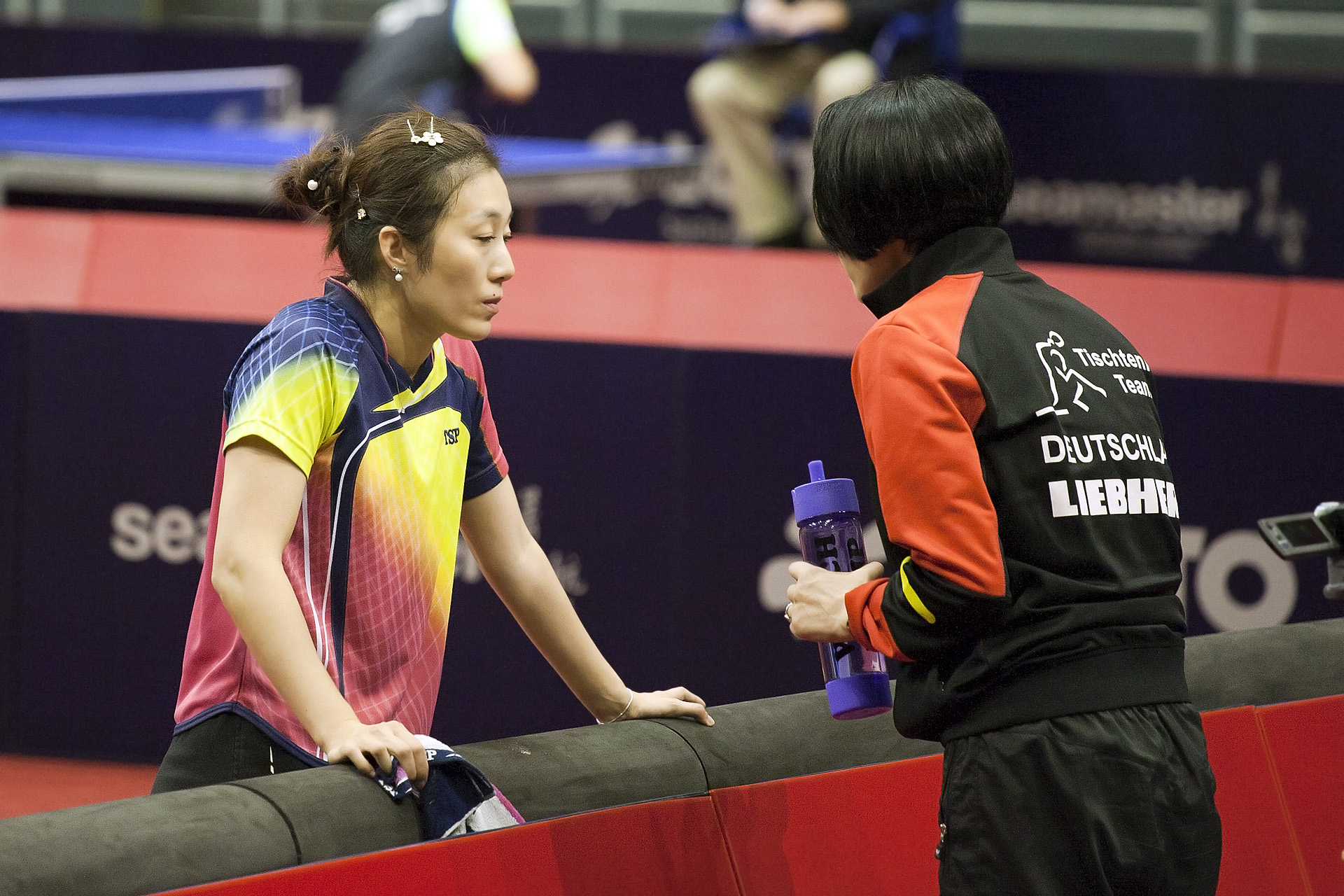
German Open 2017, Han Ying

Die Abwehrspielerin Han Ying spielte beim chinesischen Verein Huang Hai Road. 2002 übersiedelte sie nach Deutschland und schloss sich dem Bundesligisten TV Busenbach an. Mit dessen Damenmannschaft erreichte sie 2004 im ETTU Cup das Endspiel und wurde ein Jahr später Deutscher Mannschaftsmeister. 2005 wechselte sie zum MTV Tostedt, wo sie bis 2012 aktiv war. Als dessen Damenteam 2012 aus der Bundesliga zurückgezogen wurde, schloss sie sich dem polnischen Verein KTS Zamek Tarnobrzeg an, mit dem sie 2016 und 2021 polnischer Meister wurde sowie 2018/19 und von 2022 bis 2024 drei Mal in Folge die Champions League gewann.
Ende 2010 erhielt sie die deutsche Staatsbürgerschaft. Daraufhin trat sie im Januar 2011 erstmals international für Deutschland an, als sie am ITTF Pro Tour Turnier in England teilnahm.
Zudem ist sie seitdem auch berechtigt, an den nationalen deutschen Meisterschaften teilzunehmen. Sie qualifizierte sich für die DM 2011 in Bamberg. Hier wurde sie zusammen mit Irene Ivancan deutsche Meisterin im Doppel, nachdem sie das Endspiel gegen Zhenqi Barthel/Kristin Silbereisen gewonnen hatten. Im Einzel verlor sie im Halbfinale gegen Zhenqi Barthel nach 90-minütigem Kampf im siebten Satz. 2012 nahm sie an den Qatar Open teil, bei denen sie unter anderem die Weltranglisten-Fünfte Feng Tianwei schlug und das Viertelfinale erreichte. Im März erreichte sie so Weltranglistenplatz 40 und damit erstmals eine Platzierung unter den besten 100.
Bei der Europameisterschaft 2013 in Schwechat gewann Han Ying mit der deutschen Mannschaft den Titel. Dabei siegte die Abwehrspielerin, die mit der Rückhand einen Belag mit kurzen Noppen außen spielt, in allen ihrer fünf Einzelspiele. Im Einzel unterlag sie im Halbfinale ihrer Teamkollegin Shan Xiaona und gewann damit die Bronzemedaille. 2014 holte sie bei den Korea Open ihren ersten Einzeltitel auf der World Tour und gab dabei im Turnierverlauf keinen Satz ab, wodurch sie in der Weltrangliste zum ersten Mal in die Top 10 vorrückte und damit bestplatzierte Europäerin wurde. In Lissabon wurde sie mit dem deutschen Team erneut ohne Niederlage Europameisterin. Zudem qualifizierte sie sich für die World Tour Grand Finals, bei denen sie aber in der ersten Runde gegen Yu Mengyu ausschied. Bei den Europaspielen 2015 holte sie zusammen mit Shan Xiaona und Petrissa Solja Mannschaftsgold, genauso wie bei der Europameisterschaft 2015 in Jekaterinburg. Ende des Jahres schlug sie im Einzelwettbewerb der Grand Finals Europameisterin Elizabeta Samara, bevor sie im Viertelfinale der Weltmeisterin und späteren Siegerin Ding Ning unterlag.
Bei den Olympischen Spielen 2016 in Rio de Janeiro schied Han Ying im Einzelwettbewerb im Viertelfinale erneut gegen die spätere Goldmedaillengewinnerin Ding Ning aus. Im Teamwettbewerb gewann sie Silber, nachdem die deutsche Auswahl Japan geschlagen und im Finale gegen China verloren hatte. Zudem qualifizierte sich Han wieder für die Grand Finals, bei denen sie nach Siegen über Mima Itō und Miu Hirano sowie nach der krankheitsbedingten Aufgabe von Ding Ning das Finale erreichte, das gegen Zhu Yuling verloren ging. Im Februar 2017 kletterte sie auf Weltranglistenplatz 6, was eine neue persönliche Bestmarke darstellte. Nach drei Titelgewinnen in Folge trat Deutschland bei der EM 2017 als Favorit an, gewann nach einer Finalniederlage gegen Rumänien aber nur Silber. Im Einzel kam Han 2017 ins Halbfinale der Japan und Czech Open und qualifizierte sich zum vierten Mal in Folge für die Grand Finals, wo sie aber in der ersten Runde an Kasumi Ishikawa scheiterte.
Nachdem sie seit April 2014 konstant einen Platz unter den besten 15 der Weltrangliste belegt hatte, fiel sie dann mit Einführung der neuen Weltranglistenberechnung im Januar 2018 auf Platz 32 zurück. Im selben Jahr wurde sie aber zusammen mit Ruwen Filus Europameisterin im Mixed, im Einzel schied sie im Viertelfinale aus. 2019 startete sie als erste Deutsche in der japanischen T.League und gewann bei den zweiten Europaspielen Silber im Einzel sowie Gold mit der Mannschaft. Bei der Team-EM wenige Monate später verlor Deutschland allerdings überraschend bereits im Viertelfinale gegen Portugal.
Bei ihrem Verbandswechsel 2010 galt die Regelung, dass sie nicht an Weltmeisterschaften und World Cups teilnehmen darf. 2018 entschärfte der ITTF-Kongress diese Bestimmung. Demnach gilt nun lediglich eine Sperrfrist von neun Jahren. Somit ist Han Ying bei der auf 2021 verlegten WM 2020 spielberechtigt und konnte 2020 auch zum ersten Mal am Europe Top 16 teilnehmen, bei dem sie das Viertelfinale erreichte. Bei ihrer ersten World-Cup-Teilnahme im November scheiterte sie im Halbfinale an der späteren Gewinnerin Chen Meng und erreichte am Ende den 4. Platz. 2021 konnte sie bei den Olympischen Spielen in Tokio zum zweiten Mal das Viertelfinale erreichen, wo sie Sun Yingsha unterlag, mit der Mannschaft belegte sie den vierten Platz. Ebenfalls gegen Sun Yingsha verlor sie wenige Monate später im Sechzehntelfinale ihrer ersten WM. Im Jahr darauf gewann sie das Europe Top 16 und holte bei ihrer ersten Team-WM mit der deutschen Mannschaft Bronze. Im Mai 2022 belegte sie zum ersten Mal seit 2017 wieder einen Platz in den Top 10 der Weltrangliste. 2023 verteidigte sie im Februar ihren Titel beim Europe Top 16 und gewann im September mit der Mannschaft den Europameistertitel in Malmö.
Anfang 2024 wurde ihre Karriere wegen eines Risses der rechten Achillessehne unterbrochen. Bei ihrem Comeback  beim WTT Star Contender Bangkok im Juli 2024 zog sie sich einen Riss der linken Achillessehne zu. Nach der Verletzungspause konnte sie im Februar 2025 die Goldmedaille beim Europe Top 16 gewinnen.

## Verlauf der Position in der Weltrangliste

## Privat
Han Ying wohnt in Düsseldorf im Stadtteil Knittkuhl und ist seit 2006 verheiratet mit dem ebenfalls aus China stammenden deutschen Tischtennisspieler Yang Lei, der in der Oberliga NRW beim TTC Waldniel spielt. Im Jahr 2012 bekam sie ihr erstes Kind.

## Turnierergebnisse
Quelle: ITTF-Datenbank
| Verband | Veranstaltung               | Jahr | Ort            | Land | Einzel        | Doppel        | Mixed | Team          |
| ------- | --------------------------- | ---- | -------------- | ---- | ------------- | ------------- | ----- | ------------- |
| GER     | Europameisterschaft         | 2023 | Malmö          | SWE  |               |               |       | Gold          |
| GER     | Europameisterschaft         | 2022 | München        | GER  | Achtelfinale  |               |       |               |
| GER     | Europameisterschaft         | 2020 | Warschau       | POL  | Achtelfinale  |               |       |               |
| GER     | Europameisterschaft         | 2019 | Nantes         | FRA  |               |               |       | Viertelfinale |
| GER     | Europameisterschaft         | 2018 | Alicante       | ESP  | Viertelfinale |               | Gold  |               |
| GER     | Europameisterschaft         | 2017 | Luxemburg      | LUX  |               |               |       | Silber        |
| GER     | Europameisterschaft         | 2016 | Budapest       | HUN  | Viertelfinale |               |       |               |
| GER     | Europameisterschaft         | 2015 | Jekaterinburg  | RUS  | Viertelfinale | Halbfinale    |       | Gold          |
| GER     | Europameisterschaft         | 2014 | Lissabon       | POR  |               |               |       | Gold          |
| GER     | Europameisterschaft         | 2013 | Schwechat      | AUT  | Halbfinale    |               |       | Gold          |
| GER     | Europaspiele                | 2023 | Krakau         | POL  | Viertelfinale |               |       | Silber        |
| GER     | Europaspiele                | 2019 | Minsk          | BLR  | Silber        |               |       | Gold          |
| GER     | Europaspiele                | 2015 | Baku           | AZE  | Viertelfinale |               |       | Gold          |
| GER     | Europe Top 16               | 2025 | Montreux       | SUI  | Gold          |               |       |               |
| GER     | Europe Top 16               | 2023 | Montreux       | SUI  | Gold          |               |       |               |
| GER     | Europe Top 16               | 2022 | Montreux       | SUI  | Gold          |               |       |               |
| GER     | Europe Top 16               | 2020 | Montreux       | SUI  | Viertelfinale |               |       |               |
| GER     | Olympische Spiele           | 2021 | Tokio          | JPN  | Viertelfinale |               |       | 4. Platz      |
| GER     | Olympische Spiele           | 2016 | Rio de Janeiro | BRA  | Viertelfinale |               |       | Silber        |
| GER     | WTT Series (Contender)      | 2023 | Antalya        | TUR  | Silber        |               |       |               |
| GER     | WTT Series (Contender)      | 2022 | Zagreb         | HRV  | Halbfinale    |               |       |               |
| GER     | WTT Series (Star Contender) | 2022 | Doha           | QAT  | Silber        |               |       |               |
| GER     | Pro Tour                    | 2020 | Budapest       | HUN  | Halbfinale    |               |       |               |
| GER     | Pro Tour                    | 2017 | Olmütz         | CZE  | Halbfinale    |               |       |               |
| GER     | Pro Tour                    | 2017 | Tokio          | JPN  | Halbfinale    | Viertelfinale |       |               |
| GER     | Pro Tour                    | 2016 | Stockholm      | SWE  | Halbfinale    |               |       |               |
| GER     | Pro Tour                    | 2016 | Doha           | QAT  | Viertelfinale |               |       |               |
| GER     | Pro Tour                    | 2016 | Kuwait-Stadt   | KUW  | Viertelfinale |               |       |               |
| GER     | Pro Tour                    | 2016 | Berlin         | GER  | Achtelfinale  | Silber        |       |               |
| GER     | Pro Tour                    | 2015 | Lissabon       | POR  | Viertelfinale |               |       |               |
| GER     | Pro Tour                    | 2015 | Stockholm      | SWE  | Viertelfinale |               |       |               |
| GER     | Pro Tour                    | 2015 | Warschau       | POL  | Letzte 32     |               |       |               |
| GER     | Pro Tour                    | 2015 | Wels           | AUT  | Gold          |               |       |               |
| GER     | Pro Tour                    | 2015 | Olmütz         | CZE  | Halbfinale    |               |       |               |
| GER     | Pro Tour                    | 2015 | Chengdu        | CHN  | Viertelfinale |               |       |               |
| GER     | Pro Tour                    | 2015 | Bremen         | GER  | Letzte 32     | Achtelfinale  |       |               |
| GER     | Pro Tour                    | 2015 | Doha           | QAT  | Silber        |               |       |               |
| GER     | Pro Tour                    | 2015 | Kuwait City    | KUW  | Achtelfinale  | Silber        |       |               |
| GER     | Pro Tour                    | 2014 | Stockholm      | SWE  | Halbfinale    | Viertelfinale |       |               |
| GER     | Pro Tour                    | 2014 | Olmütz         | CZE  | Letzte 32     | Viertelfinale |       |               |
| GER     | Pro Tour                    | 2014 | Incheon        | KOR  | Gold          | Achtelfinale  |       |               |
| GER     | Pro Tour                    | 2014 | Chengdu        | CHN  | Achtelfinale  | Halbfinale    |       |               |
| GER     | Pro Tour                    | 2014 | Magdeburg      | GER  | Halbfinale    | Achtelfinale  |       |               |
| GER     | Pro Tour                    | 2014 | Doha           | QAT  | Letzte 32     | Achtelfinale  |       |               |
| GER     | Pro Tour                    | 2014 | Kuwait City    | KUW  | Achtelfinale  | Halbfinale    |       |               |
| GER     | Pro Tour                    | 2013 | Berlin         | GER  | Halbfinale    | Achtelfinale  |       |               |
| GER     | Pro Tour                    | 2013 | Olmütz         | CZE  | Viertelfinale | Viertelfinale |       |               |
| GER     | Pro Tour                    | 2013 | Doha           | QAT  | Achtelfinale  | Viertelfinale |       |               |
| GER     | Pro Tour                    | 2012 | Doha           | QAT  | Viertelfinale |               |       |               |
| GER     | Pro Tour                    | 2011 | Dortmund       | GER  | Letzte 64     |               |       |               |
| GER     | Pro Tour                    | 2011 | Sheffield      | ENG  | Letzte 64     | Achtelfinale  |       |               |
| GER     | WTT Finals                  | 2023 | Nagoya         | JPN  | Viertelfinale |               |       |               |
| GER     | WTT Cup Finals              | 2022 | Xinxiang       | CHN  | Achtelfinale  |               |       |               |
| GER     | World Tour Grand Finals     | 2017 | Astana         | KAZ  | Achtelfinale  |               |       |               |
| GER     | World Tour Grand Finals     | 2016 | Doha           | QAT  | Silber        |               |       |               |
| GER     | World Tour Grand Finals     | 2015 | Lissabon       | POR  | Viertelfinale |               |       |               |
| GER     | World Tour Grand Finals     | 2014 | Bangkok        | THA  | Achtelfinale  |               |       |               |
| GER     | Weltmeisterschaft           | 2025 | Doha           | QAT  | letzte 32     |               |       |               |
| GER     | Weltmeisterschaft           | 2023 | Durban         | RSA  | Viertelfinale |               |       |               |
| GER     | Weltmeisterschaft           | 2022 | Chengdu        | CHN  |               |               |       | Halbfinale    |
| GER     | Weltmeisterschaft           | 2021 | Houston        | USA  | Letzte 32     |               |       |               |
| GER     | World Cup                   | 2025 | Macau          | MAC  | 17.–32. Platz |               |       |               |
| GER     | World Cup                   | 2020 | Weihai         | CHN  | 4. Platz      |               |       |               |